# Антонио Скурати
Антонио Скурати (на италиански: Antonio Scurati) е италиански академик, журналист и писател на произведения в жанра исторически роман, биография, публицистика и документалистика.

## Биография и творчество
Антонио Скурати е роден на 25 юни 1969 г. в Неапол, Италия. Следва философия в Миланския университет, а после продължава обучението си във Висшата школа за социални науки в Париж. По-късно получава докторска степен по теория и анализ на текст в Университета на Бергамо.
След дипломирането си работи като преподавател в Бергамо, където координира център за изучаване на езиците на войната и насилието. В Бергамо преподава и теория и елементи на телевизионния език. През 2005 г. става научен работник в областта на киното, фотографията и телевизията. През 2008 г. се премества в университета IULM в Милано, където е доцент преподавател и провежда семинар по творческо писане и семинар по устна реч и реторика.
Първият му роман „Тъпият звук на битката“ е издаден през 2002 г., който преработва през 2006 г През 2003 г. е публикувано есето му „Война. Разкази и култури в западната традиция“, което е финалист за наградата „Виареджо“. Романът му „Оцелелият“ от 2005 г. получава наградата „Кампиело“ и наградата „Пиза“ за национална литература. През 2006 г. е публикувано есето му „Литературата на неопитността. Писане на романи във времето на телевизията“ – размисъл върху медиите, дадаизма, литературата и хуманизма.
Негови статии и колони са публикувани в седмичното издание „Интернационале“ и в ежедневника „Стампа“. През 2007 г. е издаден историческия му роман „Романтична история“, който получава наградата „Мондело“. През същата година той продуцира документален филм, който изследва темите за любовта в съвременното италианско общество и продължава разследването, проведено от режисьора Пиер Паоло Пазолини във филма му „Любовни срещи“ (1965). През 2009 г. е издаден романът му „Детето, което мечтаеше за края на света“, който смесва реалност и измислица, и е яростна критика на масмедиите и информациония медиен бизнес като цяло. През 2010 г. е издаден сборникът му „Годините, които не живеем. Време за новини“, който съдържа негови статии по съвременни теми от престъпността, политиката и текущите събития. През 2015 г. е издаден биографичния му роман „Най-хубавото време в живота ни“, който е посветен на живота на писателя Леоне Гинзбург. Романът получава наградата „Виареджо“. През 2019 г. започва да пише като колумнист за вестник „Кориере дела Сера“.
През 2018 г. е издаден първият му роман „Мусолини. Синът на века“ от поредицата „Мусолини“. Историята за Бенито Мусолини започва от 23 март 1919 г., деня, в който е основан Италианският съюз на борбата и завършва с речта на Мусолини пред Камарата на депутатите на 3 януари 1925 г., с която официално създава Италия като диктатура след политическата криза, причинена от убийството на Джакомо Матеоти. Романът става бестселър, публикуван е в над 40 страни по света и получава престижната награда „Стрега“. По романа е направен едноименен телевизионен сериал с участието на Лука Маринели в ролята на Мусолини. Вторият роман от поредицата за  Мусолини, „Мусолини. Човекът на провидението“, получава наградата за европейска книга за 2022 г.
Антонио Скурати живее в Милано.

## Произведения

### Самостоятелни романи
- Il rumore sordo della battaglia (2002)[2][4][5]
- Il sopravvissuto (2005)
- Una storia romantica (2007)
- Il bambino che sognava la fine del mondo (2009)
- La seconda mezzanotte (2011)
- Il padre infedele (2013)
- Il tempo migliore della nostra vita (2015)

### Поредица „Мусолини“ (Mussolini)
1. M. Il figlio del secolo (2018) – награда „Стрега“[2][4][5]
Мусолини. Синът на века, изд.: „Унискорп“, София (2021), прев. Тонина Манфреди
2. M. L'uomo della provvidenza (2020) – награда за европейска книга
3. M. Gli ultimi giorni dell'Europa (2022)

### Документалистика
- Guerra. Narrazioni e culture nella tradizione occidentale (2003)[2][5]
- Televisioni di guerra. Il conflitto del Golfo come evento mediatico e il paradosso dello spettatore totale (2003)
- La letteratura dell'inesperienza. Scrivere romanzi al tempo della televisione (2006)
- Gli anni che non stiamo vivendo. Il tempo della cronaca (2010)
- Letteratura e sopravvivenza. La retorica letteraria di fronte alla violenza (2012)
- Dal tragico all'osceno. Raccontare la morte nel XXI secolo (2016)

### Екранизации
- ?? M. Il figlio del secolo – тв сериал, 8 епизода, с Лука Маринели